# 吉野周太郎 (9代)
9代 吉野 周太郎（よしの しゅうたろう、1851年12月24日（嘉永4年12月2日）- 1911年（明治44年）8月2日）は、明治期の実業家、政治家。貴族院多額納税者議員。幼名・九八郎。

## 経歴
陸奥国信夫郡八島田村（福島県信夫郡野田村、吾妻町を経て現:福島市八島田。当時は越後新発田藩の領地。）に於いて名主吉野安兵衛の四男として生まれる。兄・周太郎の死後に9代周太郎を襲名し、1898年（明治31年）4月に家督を相続した。
1897年（明治30年）以降、第百七国立銀行取締役、同頭取などを務めた。1904年（明治37年）9月29日、貴族院多額納税者議員に任じられ、 1911年8月、在任中に死去した。

## 親族
- 婿養子 10代吉野周太郎（貴族院多額納税者議員）[4][7]